# Alte Synagoge Bischheim (Bas-Rhin)
Die Alte Synagoge in Bischheim, einer französischen Gemeinde im Département Bas-Rhin in der Region Grand Est, wurde 1838 errichtet. Die Synagoge befand sich am Place de la Synagogue Nr. 9.
Die Synagoge wurde 1940 von den deutschen Besatzern im Zweiten Weltkrieg geplündert und 1944 durch Bomben zerstört. 
Im Jahr 1959 wurde die Neue Synagoge in Bischheim erbaut.